# 超臨界水反應爐

超臨界水反應爐結構

超臨界水反應爐（縮寫：SCWR）是一種第四代反應爐設計，使用超臨界水作為工作流體。超臨界水反應爐也是一種輕水反應爐（LWR），但是工作流體運作於較高的溫度與壓力，採取類似沸水反應爐（BWR）的單次循環和類似壓水反應爐（PWR）的單一相態運轉機制。BWR、PWR與超臨界蒸氣鍋爐皆是已實證過的技術。由於SCWR具有較高的熱效率與簡單的設計結構，成為倍受關注的新式核反應爐系統。

## 設計

### 減速劑與冷卻劑
SCWR以超臨界水作為中子減速劑與冷卻劑。當水在臨界點以上時，蒸氣與液體的密度會相同且無法區隔開來，因而毋須加壓器與蒸汽发生器（PWR），或是蒸汽噴射器、內循環泵、氣分離機與乾燥器（BWR）。這也可避免水沸騰，產生混亂的空泡，使密度與減速效果下降，這種情形在輕水反應爐中會影響水流與熱傳，甚至使能量不易預測與控制。因此SCWR的新式結構可以減少建築成本和改善安全性。
SCWR的中子能譜仅部分慢化，使之在某些時刻變成快中子反應爐。這是因為超臨界水本身的密度與減速效應都較普通水稍低，但有較好的熱傳性。在一些快中子能譜設計中，水作為爐心外部的反射層，或作為中子部分減速之用。
快中子能譜有以下優點：
- 較高能量密度，能比相同大小的反應爐產生更多能量。
- 核轉換比大於1，可作為滋生式反應器使用，天然鈾中的U238使用效率提高。
- 快中子促使錒系元素等長半衰期核分裂產物進行核遷變，減少核廢料中長半衰期元素的比例。

### 燃料
爐心裝載的是如同BWR的傳統多捆束狀結構的核燃料，可減少溫壓變化導致的不均勻熱點分布。濃縮鈾燃料的濃度較高，以抵消外層屏蔽所吸收中子的負面影響。因為會被腐蝕而起不了作用，所以束狀燃料外部並無包覆鋯化合物層，改採不鏽鋼或鎳合金。而燃料棒必須能夠承受超臨界環境或突發的能量波動，設計時考量了4種突發狀況：脆斷、屈曲腐蝕、高壓毀損和潛變。為了減少腐蝕，我們加入氫氣至水中。也有人想出高溫氣冷式反應爐BISO的概念，利用抗蝕材料碳化矽包覆鈾燃料外層。

### 控制
SCWR也如同PWR使用控制棒控制核反應進行。

### 材料
SCWR內部材料所承受的運作環境較LWR、LMFBR與超臨界蒸氣鍋爐嚴苛，因而需要較高品質的爐心材料（尤其是核燃料外部包覆層）。除此之外，一些元素也會因為吸收中子而活化產生放射性，例如：59Co吸收一個中子變成60Co，後者會放出強烈伽瑪射線，所以鈷不適合作為反應爐的合金材料。
研究與發展方向：
- 超臨界水受輻射影響下的化學性質（避免受應力崩解與維持在高溫或中子輻射下的抗性）。
- 材料尺寸及微觀結構的安全性（避免脆化與保持在高溫或中子輻射下的潛變抗性）。
- 使材料能夠承受嚴苛運作環境，且避免吸收過多中子，危及燃料經濟性。

## 優勢與挑戰

### 優勢
- 運用超臨界蒸氣發電機的朗肯循環改善效率。
- 較高的運轉效率意味著較佳的燃料經濟性（使用較少燃料），并且衰變熱較低。
- 超臨界水有絕佳的熱傳性質，允許在小型爐心結構下的高能量密度的流動。
- SCWR屬於一次直接循環設計，即從爐心流出的高溫超臨界水直接送至渦輪發動機發電。這讓整體結構設計變得較PWR簡單，類似BWR結構。SCWR甚至精简了BWR的部分裝置，它的反應爐槽內沒有內循環泵、再循環流體系統、氣分離機與乾燥器。它的圍阻體內部存儲能量低於PWR。[3]
- 與液態金屬冷卻反應爐相較，水是液態、無毒且便宜的物質，易於檢修。
- 一座快中子超臨界水反應爐可作為滋生式反應爐使用，可把長半衰期的錒系元素燒掉。
- 超臨界重水反應爐可以利用釷燃料進行滋生。

### 挑戰
- 在高溫超臨界水與輻射影響下，延展性材料的研究與發展。
- 在特殊啟動過程下，避免水達臨界溫度前的不穩定情況。
- 若意外出現低水位情形，使散熱及冷卻效果減低，過高溫度會對燃料外部包覆結構產生負面影響[4]。
- 高溫與高壓對材料的應力承受有很大的影響。例如：壓力管。
- 在爐心出口末端的冷卻劑密度會急速下降，導致需要額外減速材料補強。許多新設計會用內部給水導管，從最頂端的管線通過爐心，提供另一道摻入減速材料的水流。這方法可使整個反應爐槽得到冷卻，但會使材料品質要求增加（要能抗高溫、較大溫度變化和強烈輻射）。新型壓力管設計也有潛在問題：大多數導管中的減速劑是低溫低密度的，這會使冷卻劑密度在減速過程中下降[5]。
- 一座快中子超臨界水反應爐需要較複雜的爐心設計，以維持負的空泡係數。

## 外部連結
- INL的SCWR介紹
- 愛達荷州國家實驗室超臨界水反應爐
- SCWR燃料設計（Powerpoint格式）
- SCWR穩定性分析（Powerpoint格式）
- 水冷式反應爐內部自然循環 （页面存档备份，存于） （IAEA-TECDOC-1474）